# 改革創新聯盟
改革創新聯盟（葡萄牙語：Aliança Pr'a Mudança），是澳門一個中間偏右的政治團體，成立於2005年。該聯盟主張在維護「一國兩制」及建制原則下，推動政治制度的漸進式改革，並關注城市規劃、醫療、教育、民生改善等議題。
改革創新聯盟在2009年首次參與澳門立法會選舉並取得一席，其後曾多次參選，但未再成功當選。近年由陳美儀擔任代表人物，並以「改革民生、創新發展」為口號，強調政策透明、公眾參與及政府問責，致力爭取年輕族群與中產階層的支持。

## 歷史沿革
改革創新聯盟成立於2005年，是澳門建制派中具有改革取向的人士組成的政團，致力於在「一國兩制」框架下推動政治制度的漸進改革與政策透明化。
2009年，該聯盟首次參與澳門立法會直選，並以5.54%得票率成功取得1席，當時由陳美儀代表出戰。其後在2013年及2017年選舉中繼續參選，但未能再度當選。其主要支持者為關注教育、城市規劃與醫療改革的中產選民與青年群體。
近年來，改革創新聯盟延續以「改革民生、創新發展」為政綱，強調強化問責、優化政策制定程序及回應社會中產與青年族群的訴求。儘管未能在立法會取得議席，但該聯盟仍透過政策倡議、社區參與與公共討論等方式，維持其在本地政治中的能見度與參與度。